# Danielle Lloyd

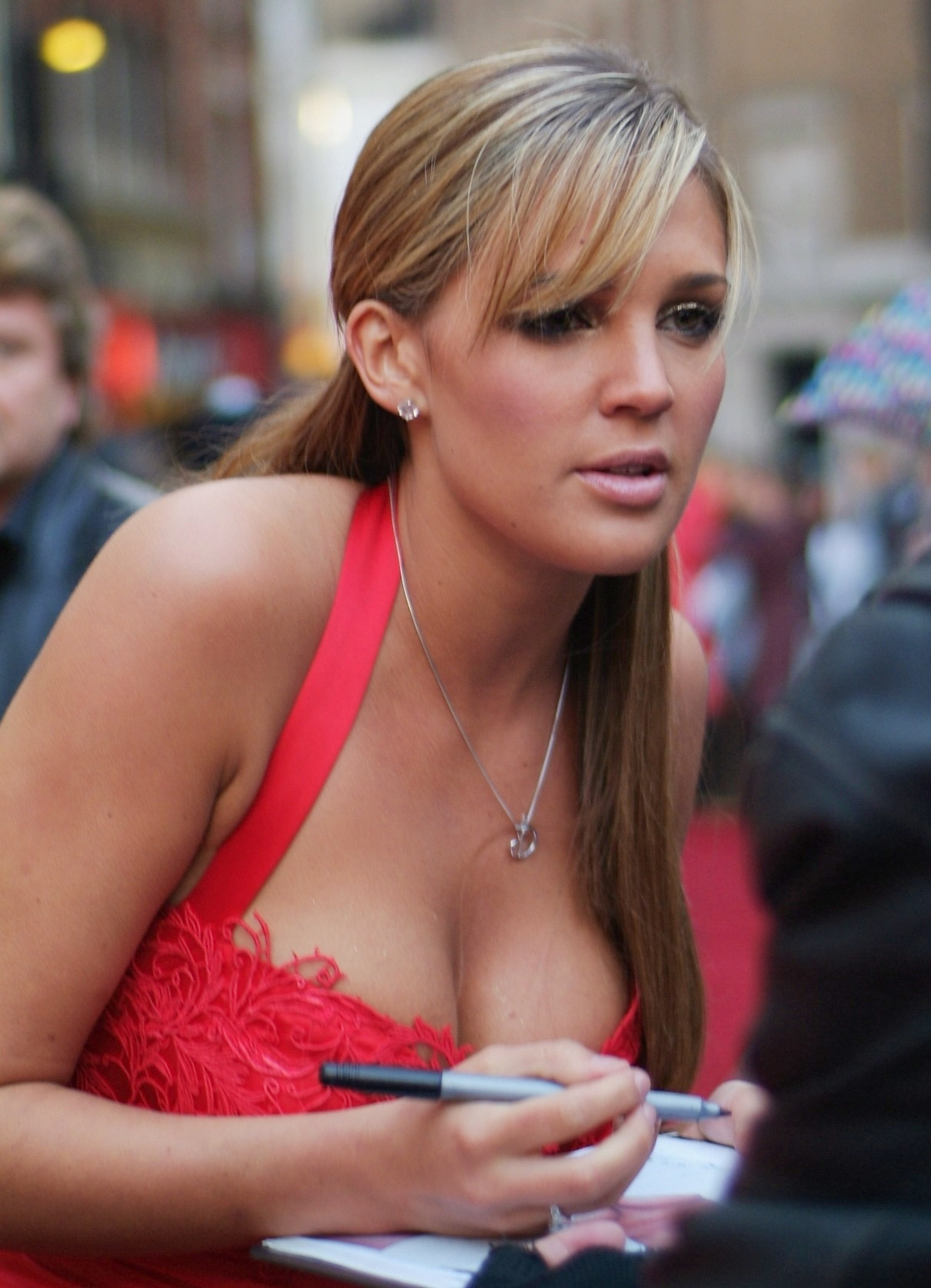
Danielle Lloyd

Danielle Lloyd (tidigare O'Hara), född 16 december 1983 i Liverpool, är en brittisk glamourmodell och en före detta Miss England (Fröken England) (2004) samt Miss Great Britian 2006. Lloyd blev först känd när hon blev av med sin skönhetstitel efter att hon hade poserat naken i en decemberupplaga av tidningen Playboy. Hon anklagades också för att ha en relation med en av domarna i finalen av Miss Great Britain. Hon representerade England i skönhetstävlingen Miss World 2004. 
Lloyd deltog i kändisversionen av Big Brother i Storbritannien år 2007, med namnet Celebrity Big Brother. Där blev hon delaktig i rasistskandalen mellan deltagarna Jade Goody och Shilpa Shetty. Danielle Lloyd slutade på en femteplats och klarade sig till finalprogrammet.
Lloyd gifte sig med fotbollsspelaren Jamie O'Hara i maj 2012, paret skildes år 2014.